# سگ‌ماهی پیکانی
سگ‌ماهی پیکانی (نام علمی: Nemacheilus masyai) نام یک گونه از سرده سگ‌ماهی از خانواده کپورهای سنگی است.
پراکندگی: شرق مالزی- پنیسولار، تایلند، مکلونگ و احتمالاً مکونگ
دو شکل بودن جنسی: ماده‌ها معمولاً بزرگتر هستند و شکم مدور تری دارند.
حداکثر اندازه: ۲۷/۵ اینچ (۵/۱۲ cm)
َشبیه به: Nemachelus pallidus
مراقبت: آکواریوم باید سرعت جریان آرام و اکسیژن کافی باشد. بستری از ماسه نرم برای امکان حفره کردن و مقدار زیادی سنگ ریزه‌ها گرد و صاف و پناهگاهایی از جمله باتلاق و تخته سنگ. پناهگاهای زیاد مثل باتلاق‌ها و تخته سنگ، وجود داشته باشد. نور روشن به منظور شبیه سازی با نهرهای کم عمقی که این گونه در آنها یافت می‌شود مطلوب است.
تغذیه: اکثر غذاها با علاقه مصرف می‌شوند – گلوله‌های غذای سگ فرورونده در آب و غذاهای منجمد شده از جمله لار و پشه، میگو، دافینا.
پارامترهای آب:: پی اچ:۵/۷-۰/۶.سختی : اب تقریباً نرم
دما: ۶۸ F˚۷۷ F˚(۱۸-۲۵ C˚)
زاد و ولد: ماده‌ها می‌توانند باردار شوند، اما هیچ گونه زاد و ولد آکواریومی شناخته نشده‌است
نکات: این گونه در نواحی کم عمق ۵/۶ فوتی(۲ متری) یا کمتر در رود خانه‌ها و نهرهای با جریان متوسط و بسترهای گل و لای تا ماسه‌ای زندگی می‌کند. همچنین در نهرهای با آب تمیز کمی تیره که از نواحی جنگلی عبور می‌کنند بیشتر یافت می‌شوند. در آبهای متلاطم نیز ممکن است یافت شوند. گونه‌ای بسیار آرام تر از گروه دیگر نما چیلوس هاست.N. masayiرا باید در گروه‌های اجتماعی حداقل سه یا چند گونه دیگر قرار داد. بسیار احتمال اشتباه گرفتن آن با Nemachelus pallidus وجود دارداما تشخیص آن توسط بدن بزرگتر آن، نزدیکی چشمان به بالای سر و علائم تیره تر و پهن تر (لکه‌های معمولاً پهن تر از فواصل بین خطوط در مقابل لکه‌های نازک تر در (N. pallidus)ممکن می‌باشد.